# Parhoplophryne usambarica
Parhoplophryne usambarica es una especie de anfibio anuro de la familia Microhylidae y única representante del género Parhoplophryne.

## Distribución geográfica y hábitat
Es endémica del noreste de Tanzania, en este de las montañas Usambara. Su rango altitudinal oscila alrededor de 900 m s. n. m..

## Estado de conservación
Se encuentra amenazada de extinción por la pérdida de su hábitat natural.